# Tây Chu (nước)
Tây Chu (西周) là tên một nước chư hầu nhỏ vào thời Chiến Quốc trong lịch sử Trung Quốc. Năm 440 TCN, Chu Khảo Vương Cơ Nguy sau khi lên ngôi đã phân phong cho em trai là Cơ Yết ở đất Vương Thành, giữ chức Chu công để phụ giúp triều đình. Cơ Yết có hiệu là Tây Chu Hoàn công hoặc Tây Chu quân, sau khi Cơ Yết mất, con là Cơ Táo nối ngôi, tức Tây Chu Uy công.
Năm Chu Hiển Vương thứ hai (367 TCN), Tây Chu Uy công mất, hai con là công tử Căn và công tử Triêu tranh đoạt ngôi vị với nhau. Hai nước chư hầu là Hàn và Triệu lập công tử Căn ở đất Củng, tức là Đông Chu Huệ công hoặc Đông Chu quân, Chu Hiển Vương không biết cư xử thế nào cũng không có thực lực để chống lại nên đành chấp nhận thực tế. Đó là nguồn gốc dẫn đến sự phân chia thành 2 nước Tây Chu và Đông Chu, sự chia rẽ này làm cho nhà Chu càng ngày càng thêm suy nhược. Thiên tử nhà Chu ở nhờ Tây Chu quân.
Hai nửa Tây Chu và Đông Chu cũng không hòa thuận, vài lần xảy ra xung đột. Năm 256 TCN, Tây Chu công có ý định hợp tung với các nước chư hầu tấn công nước Tần nhưng bị Tần đánh bại phải đầu hàng và dâng cho Tần 36 ấp với 3 vạn dân khiến nước Tây Chu bị diệt vong, đày Tây Chu Văn công ra đất Đãn Hồ. Nước Đông Chu tồn tại thêm 7 năm nữa đến năm 249 TCN thì bị Tần diệt nốt.

## Quân chủ
| Thụy hiệu                    | Tên                  | Can Chi  | Thời gian tại vị |
| ---------------------------- | -------------------- | -------- | ---------------- |
| Tây Chu Hoàn công (西周桓公) | Cơ Yết (姬揭)        | Tân Sửu  | 440 TCN─415 TCN  |
| Tây Chu Uy công (西周威公)   | Cơ Táo (姬灶)        | Đinh Mão | 414 TCN─367 TCN  |
| Tây Chu Huệ công (西周惠公)  | Cơ Triêu (姬朝)      | Giáp Dần | 367 TCN─？       |
| Tây Chu Vũ công (西周武公)   | Cơ Cộng Chi (姬共之) |          |                  |
| Tây Chu Văn công (西周文公)  | Cơ Cữu (姬咎)        |          | ？─256 TCN       |